# Додаток (стилістика)
Дода́ток у стилістиці означає ізоляцію іменника або групу слів у кінцевій позиції речення, в той час як займенник і прислівник передують іменнику.
|  | Наприклад: «Коли я вчора прибирав у підвалі, я знайшов її — бабусин кошик» (E Schtrittmatter, "Großmutters Korb"). |